# Swap stopy procentowej
Swap stopy procentowej (ang. interest rate swap, IRS) – kontrakt wymiany płatności odsetkowych, jeden z podstawowych instrumentów pochodnych, będący przedmiotem obrotu na rynku międzybankowym. Swap stopy procentowej jest umową pomiędzy dwiema stronami, na podstawie której strony wypłacają sobie wzajemnie (w określonych odstępach czasu w trakcie trwania kontraktu) odsetki od umownego nominału kontraktu, naliczane według odmiennej stopy procentowej. Transakcja IRS może być traktowana jako seria kontraktów FRA, albo jako wymiana odsetek od dwóch kuponowych obligacji.
Transakcja IRS umożliwia zarządzanie ryzykiem stóp procentowych, pozwalając na zamianę stopy procentowej kredytu lub inwestycji ze stopy zmiennej na stałą lub inną zmienną, albo ze stopy stałej na zmienną. IRS daje możliwość zabezpieczenia przed wzrostem kosztu kredytu lub przed obniżeniem stopy zwrotu z inwestycji.
Obecnie w coraz większym zakresie transakcje IRS zawierają korporacje. Dokonują tego m.in. w celu zapewnienia sobie stałego kosztu finansowania (receive floating rate and pay fixed), albo pozyskania tańszego finansowania w walucie obcej (receive foreign fixed rate vs. pay domestic fixed rate).
W rodzinie IRS można wyróżnić:
1. zwykły swap stopy procentowej (ang. plain vanilla IRS) – strony wymieniają się przepływami uzależnionymi od stopy stałej i zmiennej (fixed rate vs. floating rate),
2. basis swap – obie strony płacą odsetki według różnej stopy zmiennej, np. WIBOR 3-miesięczny w zamian za WIBOR 6-miesięczny (floating rate vs. floating rate)
3. walutowy swap stopy procentowej (ang. currency IRS, CIRS) – strony wymieniają się płatnościami denominowanymi w różnych walutach. Nie należy go mylić ze swapem walutowym.

W zwykłej transakcji IRS wyróżnia się dwie pozycje, przy czym to kierunek płatności stawki zmiennej określa, jaką pozycję zajmuje kontrahent w transakcji IRS:
1. kontrahent A zajmuje długą pozycję w stopie zmiennej/referencyjnej  np. w WIBOR 3M (ang. long WIBOR 3M), gdy otrzymuje przepływ determinowany przez stawkę zmienną w zamian za ustaloną stawkę stałą (RECEIVE floating and PAY fixed),
2. kontrahent B zajmuje krótką pozycję w stopie zmiennej (ang. short position), gdy płaci odsetki określone przez stawkę zmienną, a w zamian otrzymuje płatności determinowane przez stawkę stałą (RECEIVE fixed and PAY floating).

W charakterze stopy zmiennej występuje zazwyczaj stopa „rynkowa” (LIBOR, EURIBOR, WIBOR lub inna, zależnie od rynku). Wysokość stopy stałej dla standardowych kontraktów kwotowana jest przez banki i zwana stopą swapową (ang. swap rate). Jest ona dobrana w taki sposób, że początkowa wartość kontraktu była zerowa.
Należy zwrócić uwagę, że wysokość stopy zmiennej płaconej w danym okresie odsetkowym standardowo jest ustalana z góry na początku tego okresu (tak jak dla lokat bankowych). Niekiedy są spotykane kontrakty w których stopa ta ustalana jest z dołu (tzw. ang. LIA swap lub Libor in arrears swap), należą one jednak do grupy skomplikowanych w wycenie, tzw. egzotycznych instrumentów pochodnych.

## Wycena
Wycena zwykłego kontraktu IRS to różnica zdyskontowanych przepływów po stronie fixed i floating. Dla kontrahenta zajmującego długą pozycję w stopie zmiennej wycena net present value, to:
{\displaystyle NPV=PV_{floating}-PV_{fixed},}
a dla zajmującego krótką pozycję NPV przybiera wartość {\displaystyle (-1)*NPV,} gdzie:
{\displaystyle PV_{fixed}=N\cdot r_{swap\;rate}\cdot \sum _{i=1}^{M}\left({\frac {liczba\_dni\_okr\_ods_{i}}{baza\_odsetkowa}}\cdot DF_{i}\right),}
oraz
{\displaystyle PV_{floating}=N\sum _{j=1}^{N}\left(f_{j}\cdot {\frac {liczba\_dni\_okr\_ods_{j}}{baza\_odsetkowa}}\cdot DF_{j}\right).}